# Xan Windsor
Xan Windsor, barón Culloden (nacido Xan Richard Anders ; Londres,12 de marzo de 2007) es el primogénito y único varón de los herederos del ducado de Gloucester, Alexander y de la Dra. Claire Booth, por lo que es el segundo en la línea de sucesión a ostentar este título. Por nacimiento, cómo nieto del duque Ricardo, es un ocupante de un puesto en la línea de sucesión al trono británico y de los reinos de la Mancomunidad de Naciones.

## Sucesión
| Precedido por: Alexander Windsor, conde de Úlster | Sucesión al Ducado de Gloucester 2        | Sucesor: -                   |
| Precedido por: Alejandro Windsor, Conde de Ulster | Línea de sucesión al trono Británico 33º. | Sucesor: Lady Cosima Windsor |